# مخاطره ۹۳۰۵
سیارک ۹۳۰۵ (به انگلیسی: 9305 Hazard، نامگذاری:1986TR1) نه هزار و سیصد و پنجمین سیارک کشف شده‌است که در ۷ اکتبر ۱۹۸۶ کشف شد.
قدر مطلق سیارک برابر ۱۴٫۶۰ است.